# Lugnås
Lugnås – miejscowość (tätort) w Szwecji, w regionie administracyjnym (län) Västra Götaland, w gminie Mariestad.
Według danych Szwedzkiego Urzędu Statystycznego liczba ludności wyniosła: 641 (31 grudnia 2015), 614 (31 grudnia 2018) i 612 (31 grudnia 2019).